# Catoptyx matthewsi
Catoptyx matthewsi is een keversoort uit de familie molmkogeltjes (Corylophidae). De wetenschappelijke naam van de soort werd in 2003 gepubliceerd door Bowestead.